# Општина Драганешти де Веде (Телеорман)
Драганешти де Веде (рум. Drăgăneşti de Vede) општина је у Румунији у округу Телеорман.
Oпштина се налази на надморској висини од 85 m.